# Långbent petrell
Långbent petrell (Pterodroma imberi) är en förhistorisk utdöd fågel i familjen liror inom ordningen stormfåglar. 

## Utbredning, systematik och utdöende
Långbent petrell förekom tidigare i Chathamöarna utanför Nya Zeeland. Subfossila lämningar efter fågeln samlades in redan 1947, men först 1967 betraktades den som ett särskilt taxon skilt från andra petreller i Chathamöarna. Det dröjde ännu längre, till 2015, tills den beskrevs formellt som en egen art. Långbent petrell dog troligen ut så sent som under 1800-talet när de första européerna koloniserade ögruppen och de katter de hade med sig åt upp häckande sjöfågel.

## Namn
Fågelns vetenskapliga artnamn hedrar Dr Michael John Imber (1940-2011), brittisk/nyzeeländsk ornitolog.